# Archidium birmannicum
Archidium birmannicum är en bladmossart som beskrevs av Mitten och Hugh Neville Dixon 1921. Archidium birmannicum ingår i släktet Archidium och familjen Archidiaceae. Inga underarter finns listade i Catalogue of Life.